# Tadashi Nakamura
Tadashi Nakamura (中村 忠 Nakamura Tadashi?,  nacido el 10 de junio de 1971 en Mizuho, Tokio) es un exfutbolista japonés que se desempeñaba como defensa.
Nakamura jugó 16 veces para la selección de fútbol de Japón entre 1995 y 1998.

## Trayectoria

### Clubes
| Club               | País  | Año         |
| ------------------ | ----- | ----------- |
| Verdy Kawasaki     | Japón | 1990 - 1999 |
| Urawa Red Diamonds | Japón | 1999        |
| Kyoto Purple Sanga | Japón | 2000 - 2004 |

### Selección nacional
| Selección | País  | Año         |
| --------- | ----- | ----------- |
| Absoluta  | Japón | 1995 - 1998 |

## Estadística de equipo nacional
| Selección de Japón | Selección de Japón | Selección de Japón |
| Año                | Part.              | Goles              |
| ------------------ | ------------------ | ------------------ |
| 1995               | 3                  | 0                  |
| 1996               | 4                  | 0                  |
| 1997               | 8                  | 0                  |
| 1998               | 1                  | 0                  |
| Total              | 16                 | 0                  |

## Palmarés

### Títulos nacionales
| Título                   | Club               | País  | Año       |
| ------------------------ | ------------------ | ----- | --------- |
| Copa Japan Soccer League | Yomiuri            | Japón | 1991      |
| Japan Soccer League      | Yomiuri            | Japón | 1991-1992 |
| Copa J. League           | Verdy Kawasaki     | Japón | 1992      |
| J1 League                | Verdy Kawasaki     | Japón | 1993      |
| Copa J. League           | Verdy Kawasaki     | Japón | 1993      |
| J1 League                | Verdy Kawasaki     | Japón | 1994      |
| Copa J. League           | Verdy Kawasaki     | Japón | 1994      |
| Copa del Emperador       | Verdy Kawasaki     | Japón | 1996      |
| Copa del Emperador       | Kyoto Purple Sanga | Japón | 2002      |